# Hypericum elodeoides
Hypericum elodeoides är en johannesörtsväxtart. Hypericum elodeoides ingår i släktet johannesörter, och familjen johannesörtsväxter.

## Underarter
Arten delas in i följande underarter:
- H. e. elodeoides
- H. e. wardii